# François Couperin
François Couperin (IPA: [fʀɑ̃'swa ku'pʀɛ̃]; 10. listopadu 1668, Paříž, Francie – 11. září 1733, Paříž) byl francouzský hudební skladatel a varhaník období baroka. Často byl přezdíván jako Couperin le Grand (Velký Couperin) aby se odlišil od jiných stejnojmenných muzikantů v této rodině před ním i po něm a zdůraznil jeho význam v rámci rodiny.

## Život
François Couperin se narodil jako jediné dítě v muzikantské rodině a jeho otec, Charles Couperin (1638–1679) byl varhaníkem v chrámu St. Gervais v Paříži, kde nahradil svého bratra Louise, který zde působil a skládal na varhany celých osm let před svou smrtí. Zřejmě právě jeho otec mu poskytl první hudební hodiny, ale ten zemřel v den svých čtyřicátých narozenin a desetiletého Françoise ponechal v péči matky. Jeho nejbližším mužským příbuzným byl v této době tedy jeho strýc a kmotr François Couperin (asi 1631–1710), který (podle svého synovce) byl „velkým hudebníkem a velkým pijanem“ a právě to může být důvod, proč jeho matka svěřila hudební výchovu Françoise do rukou rodinného přítele, varhaníka Jacquese Thomelina, který zaujímal místa u dvora i v kostele.
Jeho kroky byly tak význačné a rodina byla chována v takové úctě, že církevní rada v kostele St. Gervais souhlasila s tím, aby jeho matka mohla bydlet v domě chrámového varhaníka a aby on mohl nastoupit na místo svého otce až dosáhne osmnácti let.
Couperin se oženil 26. dubna roku 1689 a jeho manželkou se stala Marie-Anne Ansaultová, osoba s rozsáhlými styky, jejíž přátelé se ukázali být velice prospěšnými pro další Françoisovou hudební dráhu. Povolení zveřejňovat své skladby získal Couperin v roce 1690. Manželům se v období od roku 1690 do roku 1707 narodily celkem čtyři děti, dva chlapci a dvě dívky:
- V roce 1690 se narodilo první dítě, Marie-Madeleine,
- roku 1705 se narodila Marguerite-Antoinette,
- roku 1706 se narodil první syn François-Laurent,
- a roku 1707 poslední dítě v manželství – Nicolas-Luise.

Když Thomelin v roce 1693 zemřel, převzal za něj Couperin místo varhaníka v chrámu a jmenování dvorním varhaníkem, provedené samotným Ludvíkem XIV., zdvojnásobilo plat, který pobíral v kostele. Jelikož své povinnosti v královské kapli a ve Versailles, které se ve skutečnosti omezovaly jen na první tři měsíce v roce, sdílel se třemi dalšími varhaníky, udržel si své místo v chrámu, kde pobýval ještě další tři desetiletí, do roku 1723. Místo u dvora obsahovalo více než štědrý plat a nesrovnatelné pracovní podmínky. Mezi jeho povinnosti patřily rovněž i hodiny výuky hry na cembalo, na které učil hrát královské děti, a byl mu udělen titul „Maître de clavecin des enfants de France“. Po třech letech působení u dvora mu byl udělen šlechtický titul a erb a mimo jiné se směl podepisovat jako „le Chevalier Couperin“. Couperin držel přibližně až do roku 1700 titul hlavního dvorního hudebníka, ač neoficiálně, a rovněž za učitele hry na cembalo, který neměl v té době konkurenci.
V roce 1713 získal další povolení umožňující od té doby uveřejňovat svá díla počínaje cyklem cembalových skladeb a včetně tří z devíti Leçons des ténebres. Králi slunce, Ludvíkovi XIV., sloužil až do jeho smrti do roku 1715 a v roce 1717 byl jmenován „Ordinaire de la chambre pour le clavecin“ na dvoře Ludvíka XV. během regentství Filipa Orleánského. V roce 1716 uveřejnil pojednání o své hře na cembalo, kterou nazval „L'art de toucher le clavecin“, jež pro druhé vydání v následujícím roce upravil.
Asi roku 1730 začal Couperin trpět čím dál více zhoršujícím se zdravím, není však jisté, o jakou chorobu se jednalo. Vzdal se svého místa u dvora, kde ho později zastoupila jeho dcera Marguerite-Antoinette, a o tři roky později ve svém domě v Rue Newe des Bons Enfants v Paříži zemřel.

## Dílo
François Couperin patřil nepochybně k významnějším postavám barokní éry a byl také nejbližším francouzským ekvivalentem Johanna Sebastiana Bacha, téměř jeho současníkem, který znal a uznával jeho hudbu pro cembalo a některými pasážemi se nechal i dosti silně inspirovat. Zdá se, že si s Bachem dopisoval, ale žádné dopisy ani zmínky se nedochovaly. Nepřežil skutečně ani jediný a záznamy o jeho osobě z tehdejší doby jsou mimo jiné také velice vzácné. Jeden z mála zdrojů, kde se dozvídáme něco o něm jsou jeho předmluvy, které ke svým uveřejněným pracím psal, získáváme dojem jakéhosi praktického muže a také zde nacházíme popis jeho strýce, kterého popisoval jako „velkého pijana“, který jsme zde již zmiňovali, předpokládá se, že měl i vytříbený smysl pro humor. O tom svědčí i několik názvů jeho děl pro cimbalo jako např. Včely, Úhoř, Požitky, Zamilovaný slavík a nepřeložené Le tictic-choc.
Ačkoliv začínal Couperin jako varhaník, komponoval pro tento nástroj jen minimální počet děl a namísto toho psal nejvíce pro cembalo. Mnohé z těchto skladeb jsou krátké, ačkoliv je shromáždil do sedmadvaceti cyklů, které nazýval ordres a které zhruba odpovídají suitám. Couperinův styl odpovídá spíše rokoku, než např. Bachův, který je typický barokní: účelem je spíše líbivost, než prostá krása a melodické linie jsou ozdobeny složitými ornamenty. V tomto smyslu je naprostým protějškem francouzského malíře Watteaua, jeho mladšího současníka, který s láskou zobrazoval idealizované postorální scény do líbivých kratochvílí. Ostřejší vtip dává nejvíce najevo v Les folies françoises ve třinácté ordre svým popisem touhy, stálosti atd., a skladbě z jedenácté ordre, jež evokuje skupinu minstrelů, kteří jsou chycení spíše podle pravidla „kdo čím zachází, tím také schází“.

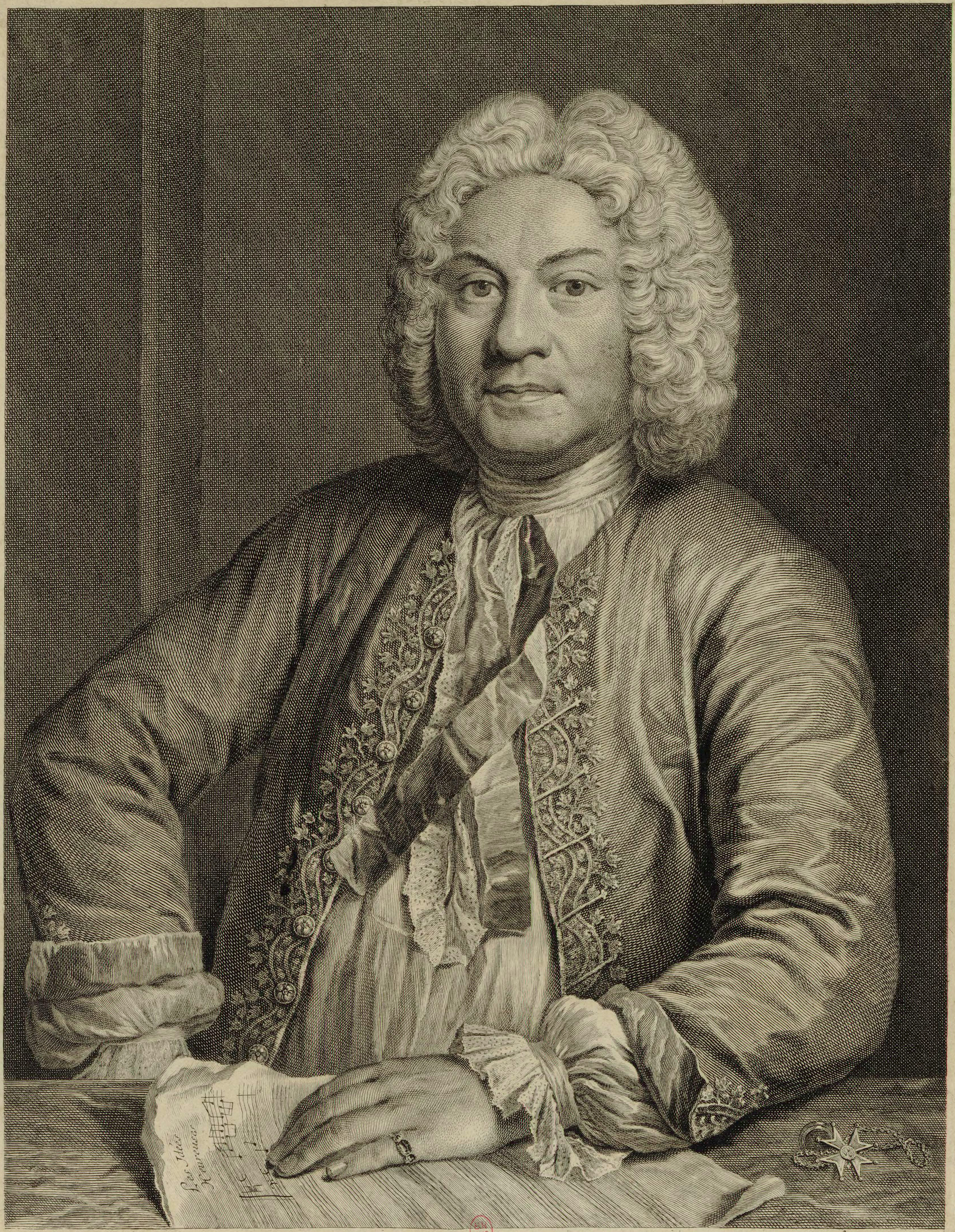
Podobizna Françoise Couperina

Většina rozsáhlé Couperinové tvorby vokální, komorní a cembalové byla napsaná pro versaillské Concerts du Dimanche. Některá jeho komorní hudba svědčí o jeho oblibě italského skladatele Corelliho a jednu svou ranou triovou sonátu žertovně označil jako italskou, dokud nebyla francouzským publikem, jak sám napsal, „přijata s dychtivostí“. Později se začal však objevovat jeho vlastní styl skládání. Mezi ně patří např. Concerts royaux a suita nazvaná Les nations. Jeho církevní hudba je svým charakterem vážnější, ale i zde nalezneme určitou přitažlivost, ačkoliv jeho Leçons des Ténèbres napsaná v roce 1713 zachycuje poslední roky panování Krále slunce, jemuž sloužil a v které panuje jakási pochmurná melodie.
Couperin spolu s Lullym a Rameauem je hlavní postavou francouzské barokní hudby a jako takový je hodnocen skladateli, kteří přišli po něm. Například Ravelovou poslední větší skladbou pro klavír (1917) je suita skládající se ze šesti vět nazvaná Le tombeau de Couperin, napsaná k uctění velké památky jeho předchůdce.

### Média
- Cinquieme Prelude z L'art de toucher le clavecin.
- Cromorne en taille, messe des Paroisses, Jean-Luc Perrot, orgue François-Henri Clicquot de Souvigny.
- Fugue sur les jeux d'anches, Kyrie, messe des Paroisses, Jean-Luc Perrot, orgue François-Henri Clicquot de Souvigny.

## Citáty
- „Přiznávám v dobré víře, že miluji více to, co mne dojímá než to, co mne překvapuje“.[1]